# Communauté de communes des Vallées du Valbonnais
La communauté de communes des Vallées du Valbonnais était une communauté de communes française, située dans le département de l'Isère et la région Rhône-Alpes.
Depuis le 1er janvier 2014, elle s'est regroupée dans la Communauté de communes de la Matheysine, du Pays de Corps et des Vallées du Valbonnais, née de la fusion avec les Communautés de communes de la Matheysine et du Pays de Corps, et du regroupement de dix communes non-affiliées (Cognet, Marcieu, Mayres-Savel, Monteynard, Nantes-en-Ratier, Ponsonnas, Prunières, Saint-Arey, Saint-Honoré et Sousville).

## Composition
La communauté de communes regroupait 10 communes :
| Nom                | Code Insee | Gentilé        | Superficie (km2) | Population (dernière pop. légale) | Densité (hab./km2) |
| ------------------ | ---------- | -------------- | ---------------- | --------------------------------- | ------------------ |
| Valbonnais (siège) | 38518      | Valbonnésiens  | 23,95            | 503 (2014)                        | 21                 |
| Chantelouve        | 38073      | Chantelouviers | 33,41            | 80 (2014)                         | 2,4                |
| Entraigues         | 38154      | Entraiguots    | 21,66            | 236 (2014)                        | 11                 |
| La Morte           | 38264      | Mortillons     | 19,45            | 136 (2014)                        | 7                  |
| La Valette         | 38521      | Valettons      | 7,87             | 73 (2014)                         | 9,3                |
| Lavaldens          | 38207      | Vaudantins     | 41,40            | 169 (2014)                        | 4,1                |
| Le Périer          | 38302      | Perrerons      | 47,99            | 144 (2014)                        | 3                  |
| Oris-en-Rattier    | 38283      | Orichons       | 18,83            | 112 (2014)                        | 5,9                |
| Siévoz             | 38489      | Sivaros        | 7,37             | 132 (2014)                        | 18                 |
| Valjouffrey        | 38522      | Saparis        | 72,56            | 151 (2014)                        | 2,1                |

## Historique
Le 1er janvier 2014, la communauté de communes a fusionné dans la Communauté de communes de la Matheysine, du Pays de Corps et des Vallées du Valbonnais avec les Communautés de communes de la Matheysine et du Pays de Corps, et avec dix communes non-affiliées (Cognet, Marcieu, Mayres-Savel, Monteynard, Nantes-en-Ratier, Ponsonnas, Prunières, Saint-Arey, Saint-Honoré et Sousville).

## Sources
- Le SPLAF